# Mammacyon
Mammacyon es un género extinto de mamífero carnívoro de la familia Amphicyonidae (oso-perro) que vivió desde el Oligoceno al Mioceno en América del Norte,  hace entre 30,8—20,6 millones de años aproximadamente.

## Taxonomía
Mammacyon fue nombrado por Loomis (1936). La especie tipo es Mammacyon obtusidens. Fue asignado a Amphicyonidae por Loomis (1936) y Carroll (1988); y a Temnocyoninae por Hunt (1998).

## Morfólogia
Legendre y Roth examinaron en 1988 un único espécimen para averiguar su masa corporal. Se estimó que el espécimen pesaba 39,3 kg (86,6 lb).